# Shivakratern
Shivakratern är en gigantisk undervattensformation, troligtvis ett astroblem, som finns i Indiska Oceanen. Shivakratern är belägen utanför Indiens kust, väster om landets folkrikaste stad Bombay. Kratern, som fått sitt namn från den hinduiska guden Shiva, är ca. 600 km lång och 400 km bred. Dess ålder beräknas till ca 65 miljoner år.

## Uppkomst
Det råder delade meningar om Shivakraterns uppkomst. Den är formad som en vattendroppe, vilket är förbryllande då nedslagskratrar brukar vara runda, trots detta tyder det mesta på att den bildades genom ett nedslag av en asteroid eller komet och inte på något annat sätt. Förhöjda halter av bl.a. järnoxid och iridium har uppmätts i kratern vilket stöder kometteorin. 
Andra kratrar i samma ålder har hittats i andra delar av världen, bl.a. den berömda Chicxulubkratern, men av dem är Shivakratern i särklass störst. Möjligen kan de ha bildats samtidigt i en serie av nedslag. Kratrarnas ålder sammanfaller med kritaperiodens slut och tidpunkten för dinosauriernas utplåning.